# Euchromia celebensis
Euchromia celebensis là một loài bướm đêm thuộc phân họ Arctiinae, họ Erebidae.